# 2019冠狀病毒病快速抗原檢測
2019冠狀病毒病快速抗原檢測（英語：COVID-19 rapid antigen test）是用於檢測是否有感染嚴重急性呼吸系統綜合症冠狀病毒2型（SARS-CoV-2）的一種快速診斷測試。